# Dickie Boyle
Richard Hill „Dickie“ Boyle (* 24. September 1869 in Dumbarton; † 1947) war ein schottischer Fußballspieler. In seiner aktiven Karriere als Spieler gewann er in den 1890er Jahren mit dem FC Dumbarton zweimal die schottische Meisterschaft.

## Karriere
Dickie Boyle wurde im Jahr 1869 in Dumbarton, etwa 20 km nordwestlich von Glasgow geboren. Ab dem Jahr 1888 spielte er für den FC Dumbarton in seiner Heimatstadt. Sein Debüt gab er am 13. Oktober 1888 bei einem 6:2-Auswärtssieg in der 3. Runde des schottischen Pokals gegen den FC Motherwell. Bis zu seinem ersten Tor dauerte es bis zum 19. Oktober 1889, als er gegen Third Lanark im Pokal traf. Ab 1890 spielte Dumbarton in der neugegründeten Scottish Football League. In der ersten Saison gewann er mit dem Verein direkt die Meisterschaft, für die er als Stammspieler alle 18 Ligaspiele bestritt und zwei Tore erzielte. Im gleichen Jahr unterlag er mit der Mannschaft im Finale des schottischen Pokals von 1891 gegen Heart of Midlothian. Ein Jahr später wurde der Meistertitel in der Scottish Football League erfolgreich verteidigt. Dabei kam Boyle in der um zwei Vereine aufgestockten Liga, wieder in jedem Ligaspiel zum Einsatz blieb in diesen 22 Partien aber ohne eigenes Tor.
Im Jahr 1892 wechselte Boyle zum amtierenden englischen Meister, dem FC Everton aus Liverpool. In den Jahren 1893 und 1897 kam er mit den „Toffees“ jeweils ins FA-Cup-Endspiel. Dort verlor die Mannschaft jeweils gegen die Wolverhampton Wanderers und Aston Villa. Gegen Aston Villa schoss Boyle und sein schottischer Teamkollege Jack Bell, mit dem er bereits in Dumbarton zusammen gespielt hatte jeweils ein Tor bei der 2:3-Niederlage.
Im April 1902 kehrte er zurück nach Schottland und spielte für den FC Dundee.
Etwa ab Januar 1910 zog er nach Glasgow, um auf einer Werft zu arbeiten.

## Erfolge
mit dem FC Dumbarton
- Schottischer Meister (2): 1891, 1892